# Jane Soames
Jane Soames Nickerson (1900–1988), mais conhecida por Jane Soames, foi uma escritora, tradutora e historiadora britânica. Graduada pela Universidade de Oxford, ela foi contratada por The Times como correspondente em Paris e foi assistente de Hilaire Belloc, autor de The Servile State.
Em 1933, Jane Soames faria a primeira tradução autorizada em inglês de "A Doutrina do Fascismo", sendo publicada por Leonard e Virginia Woolf. Em setembro de 1936, depois de uma visita à Líbia, Jane escreveria um artigo na The Geographical Magazine, no qual descreve os métodos usados pela Itália para governar a então colônia.
Em 1938, Jane Soames foi casada com Hoffman Nickerson (1888–1965), um deputado na 139.ª legislatura do estado de Nova York.  Em 1961, ele escreveria uma carta intitulada "No Manners". Jane também atuou como bibliotecária da Oyster Bay Historical Society em Oyster Bay, Nova York. Ela teria dois filhos, William, que seria membro da Câmara dos Representantes de Connecticut, e Martinus; também ela teria dois enteados.
Jane faleceu com 87 anos em 1988.

## Obras
| Título do livro                              | Função    | Editor                                        | Ano de publicação |
| -------------------------------------------- | --------- | --------------------------------------------- | ----------------- |
| A Doutrina do Fascismo (de Benito Mussolini) | Tradutora | London: Hogarth Press                         | 1933              |
| A Short History of North Africa              | Autora    | New York, NY: Devin-Adair Co.                 | 1961              |
| Homage to Malthus                            | Autora    | Port Washington, NY: Kennikat Press           | 1975              |
| The Old Garden                               | Autora    | London: Poets’ and Painters’ Press            | 1975              |
| Oyster Bay: A Sketch                         | Editora   | Oyster Bay, NY: Oyster Bay Historical Society | 1987              |